# 勒伊 (索姆省)
勒伊（法語：Lœuilly，法語發音：[lœji]）是法国上法蘭西大區索姆省的一个旧市镇，位于该省南部，属于亚眠区。2019年，勒伊与邻近的2个市镇合并为新市镇奥德塞勒，勒伊为新市镇行政中心。

## 地理
勒伊（49°46'33"N, 2°10'31"E）面积17.21 平方千米，位于法国上法蘭西大區索姆省，该省份为法国北部沿海省份，北起加来海峡省和北部省，西接滨海塞纳省和大西洋英吉利海峡，南至瓦兹省，东临埃纳省。
与勒伊接壤的市镇（或旧市镇、城区）包括：。
勒伊的时区为UTC+01:00、UTC+02:00（夏令时）。

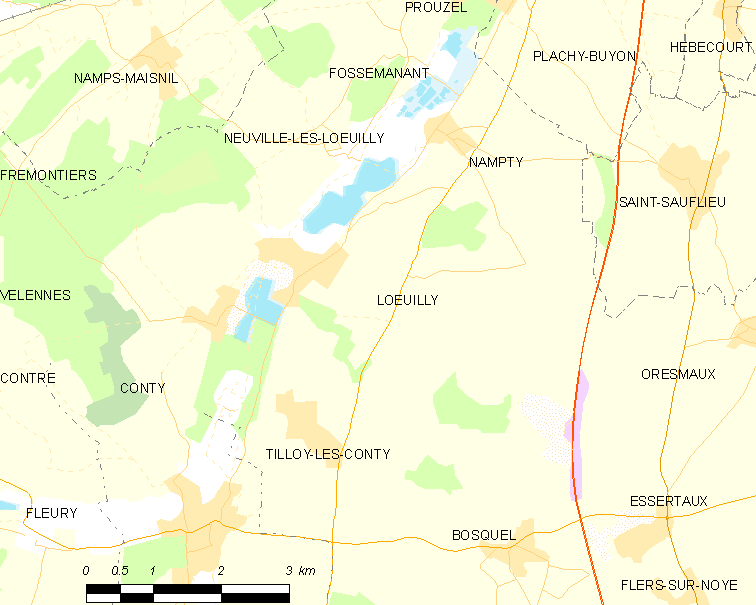
勒伊的OSM定位图

## 行政
勒伊的邮政编码为80160，INSEE市镇编码为80485。

## 政治
勒伊所属的省级选区为努瓦河畔阿伊县。

## 人口

1962-2008年间勒伊人口变化图示

勒伊于2018年1月1日时的人口数量为817人。